# کاری اسکاگلند
کاری اسکاگلند (انگلیسی: Kari Skogland) یک کارگردان فیلم، فیلم‌نامه‌نویس، تهیه‌کننده فیلم و کارگردان تلویزیونی اهل کانادا است. وی یکی از بنیان‌گذاران شرکت فیلم‌سازی مستقل «مَد ربیت» است.
از فیلم‌ها یا مجموعه‌های تلویزیونی که وی در آن‌ها نقش داشته‌است، می‌توان به امپراتوری بوردواک، کودکان ذرت ۶۶۶: بازگشت آیزاک، لیبرتی هنوز ایستاده‌است، حقوق خانواده، به عجیبی مردم، سرگذشت ندیمه، زیر گنبد، وایکینگ‌ها، از مردگان متحرک بترسید، مردگان متحرک، پنجاه مُردهٔ متحرک و خانه پوشالی اشاره نمود.